# Dracon
Sauf précision contraire, les dates de cet article sont sous-entendues « avant l'ère commune » (AEC), c'est-à-dire « avant Jésus-Christ ».
Dracon (en grec ancien Δράκων / Drákôn) est un législateur athénien du VIIe siècle av. J.-C., appartenant à la classe des Eupatrides (les « bien nés »). Les éléments qui nous sont parvenus du code qu'il a établi portent surtout sur le droit pénal et se caractérisent par la sévérité et la rigueur des sentences.

## Biographie
On ne connaît rien sur la vie et la carrière de Dracon, à l'exception de sa mort, curieuse, qui est mentionnée par la tradition biographique. Ainsi, la Souda (fin du Xe siècle apr. J.-C.) rapporte que Dracon fut invité à Égine. Là, les habitants furent si heureux de le voir qu'ils le couvrirent de manteaux et coussins en si grande quantité qu'il mourut étouffé,.

## Contexte
À l'époque de la Grèce archaïque, on voit se mettre en place une codification du droit, dans le but de régler la cité de façon plus harmonieuse, et d'éliminer l'arbitraire. C'est dans ce contexte que placent des législateurs célèbres comme Lycurgue de Sparte, Dracon et Solon à Athènes, dont les noms se confondent en partie avec la légende. Mais, à côté de ces grands noms, on a également retrouvé une série d'inscriptions (en particulier dans le Péloponnèse et en Crête), plus tardives et souvent abîmées mais qui témoignent d'un effort anonyme pour codifier le droit. Nombre de domaines sont concernés : sanctions et compensations en cas de violences, en particulier pour éviter un engrenage de la vengeance ; contrats de mariages et d'héritages ; éléments de législation du travail ; organisation des cultes ; création de tribunaux.

## Pensée

### Présentation générale
Rien ne nous est parvenu de ses lois à l'exception du texte (mais très mutilé) de l'une d'elle, mise en œuvre en 621, sous l'archontat d'Aristaichmos. Ce sont les premières lois (θεσμοί / thesmoí) écrites de la cité.

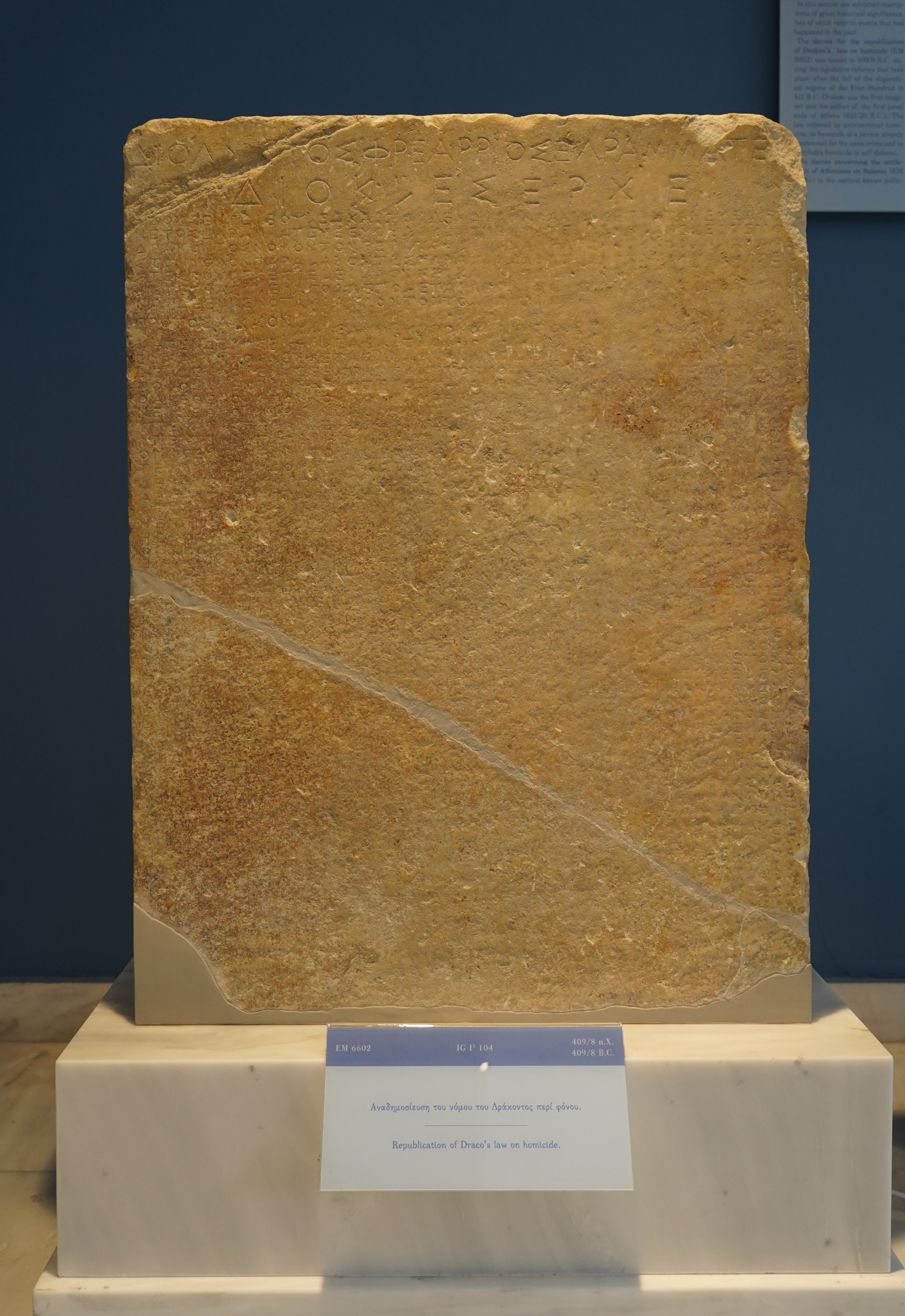
Stèle de la loi de Dracon, republiée en 409/408. Musée épigraphique d'Athènes.

Dracon est connu pour la rigueur et la sévérité du code qu'il avait établi qui était, rapporte-t-on, rédigé « non avec de l'encre, mais avec du sang » (selon le mot de Plutarque). Toutefois, il est assez probable que cette sévérité ait correspondu aux mœurs de son temps,,. Il semble que, dans un contexte de rivalités potentiellement meurtrières entre grandes familles, Dracon ait cherché à limiter les vengeances privées, lorsque la famille d'une victime voulait venger la mort d'un des siens. Dracon a imposé l'arbitrage de l'État afin de décider si une telle vengeance pouvait ou non s'exercer. La sévérité de Dracon vient de ce que, pour être efficaces, les lois qu'il introduisait devaient être aussi rigoureuses que les coutumes de son époque,. Cela explique que le code de Dracon ait porté sur le droit criminel ; quant à la sévérité des sentences, elle est à l'origine de l'adjectif « draconien », entré dans la langue française à la fin du XVIIIe siècle pour caractériser des sentences particulièrement rigoureuses,.
Ce qui en a été conservé d'une part révèle la distinction entre homicide volontaire et involontaire, d'autre part règlemente de façon stricte les discussions entre familles. Le but de cette partie est clair : il s'agit d'empêcher l'entrée dans des cycles de violence et d'imposer la médiation de la cité et de ses institutions.
La plupart des lois de Dracon ont pu être abrogées par Solon (archonte en 594), signe que Dracon avait atteint ses objectifs. Mais cette abrogation peut également signifier que son code était jugé trop sévère, dans la mesure où il punissait de mort des délits sans gravité, provoquant le mécontentement de la population, éléments qui poussèrent Solon a remplacer le code de Dracon par de nouvelles lois, ne gardant de ce code que les lois sur l'homicide.
Toutefois, en 409/408, un décret ordonne l'inscription publique de cette loi sur le meurtre. On a retrouvé, érigée devant la stoa Basileios à l'Agora d'Athènes, la stèle sur laquelle la loi avait été gravée,. Par la suite, on trouve la mention des lois de Dracon chez différents auteurs. Si certaines de ces lois sont peut-être authentiques, la constitution qu'Aristote attribue, au chapitre 4 de la Constitution d'Athènes, à Dracon n'est sans doute pas de lui,.

### Les lois de Dracon
(octobre 2023).
Pour que personne ne les ignore, les lois sont affichées sur des tablettes de bois tournant (ἄξονες, « axonès ») fixées contre un mur, conservés presque deux siècles, et sur des stèles à trois côtés posées sur le sol (κύρϐεις). Ces lois apportent au moins deux innovations :
- le droit est désormais écrit, et donc connaissable par tous ceux qui ont appris à lire, au lieu d’être oral, et connu et interprété par quelques-uns[8] ;
- la loi sur l'homicide fait la distinction entre le meurtre, volontaire, et l’homicide, involontaire, selon ce passage de Démosthène[18]:

« Eh bien, dans les lois faites sur cet objet, Dracon, tout en déclarant odieux et criminel le fait de l'homme qui ôte la vie à un autre homme de sa propre main, tout en ordonnant de repousser le meurtrier loin du vase aux ablutions, loin des libations, des cratères, des choses sacrées, de l'agora, loin de toutes les choses dont la privation a paru la plus propre à prévenir les forfaits de ce genre, Dracon, dis-je, n'a cependant pas entièrement supprimé le droit de tuer. Il a défini les cas dans lesquels l'homicide est permis, et si quelqu'un commet un homicide dans ces conditions, Dracon le déclare pur. Ainsi donc il sera permis, dans vos lois, de tuer pour de justes raisons; mais demander une grâce, qu'il y ait ou non juste raison, ce sera chose interdite par la loi de Leptine. »

Plutarque relève que « la distinction entre le meurtre avec préméditation (φόνος ἐκούσιος) et l’homicide involontaire (φόνος ἀκούσιος) n'était pas très nettement définie. Le premier, pour lequel on employait aussi l'expression φόνος ἐκ προνοίας comprenait non seulement le meurtre prémédité, mais encore le simple meurtre commis volontairement. Par contre, l'homicide involontaire était quelque chose de plus que l'homicide par imprudence. On rangeait dans cette catégorie les meurtres commis dans un instant d'égarement. » [source insuffisante]
Ce corpus de lois se distinguait par sa sévérité et sa droiture : le moindre vol était puni de mort. L'orateur Démade, au IVe siècle av. J.-C., remarque ensuite que ces lois paraissaient écrites avec du sang, et non de l'encre. Seuls quelques crimes n'étaient pas passibles de mort[réf. nécessaire]. Par exemple, la tentative de modifier ces lois était punie seulement par la privation des droits civiques[réf. nécessaire]. Le fait que ces lois furent gravées dans la roche donna naissance à l'adjectif « draconien » que l'on peut retrouver dans des expressions comme des « punitions draconiennes », des « lois draconiennes » et plus généralement des « mesures draconiennes ». En effet, les magistrats appliquent désormais la loi de façon rigoureuse et en fonction de critères connus de tous et identiques, et non plus de façon plus divergente selon les magistrats.
Ce qu'en dit Plutarque suggère que les lois de Dracon concernaient ce que nous appellerions le « droit privé ».
Un doute subsiste cependant sur le contenu des lois de Dracon. En effet, aux paragraphes IV, 2 et IV, 3 de sa Constitution des Athéniens, Aristote note  que Dracon aurait écrit aussi des lois réglant la forme du régime politique. Ce passage est généralement considéré comme une falsification,. En effet, son contenu peut avoir de quoi surprendre : Dracon aurait, par exemple, institué un conseil de 401 bouleutes tirés au sort. D'une manière générale, certains supposent que ces paragraphes reflètent la volonté de certains oligarques de la fin du Ve siècle av. J.-C., ou du IVe siècle av. J.-C. de construire une image de Dracon correspondant à leurs propres objectifs politiques et de légitimer leur action comme étant un retour à « la constitution des Anciens ». Un problème homologue se pose quant aux réformes de Solon. Pour critiquer l'existence de ce conseil de 401 bouleutes tirés au sort, on peut aussi avancer un argument tiré d'Aristote, selon lequel « Dracon a laissé aussi des lois, mais il a adapté sa législation à une constitution déjà existante. »
Les lois de Dracon furent abandonnées lorsque Solon rédigea les siennes, en 594 av. J.-C., sauf celle sur le meurtre qui resta en vigueur jusqu'à l'époque de Démosthène.

#### Sources
- Andocide, Sur les mystères, trad. A. Leconte, 1893 [lire en ligne (page consultée le 15 octobre 2023)]
- Aristote, Constitution d'Athènes, Trad., introduction, notes et index par Michel Sève, Paris, Le Livre de Poche, 2006, 190 p., chap. IV, « Époque de Dracon » ([présentation en ligne]). Voir la trad. de Bernard Haussoullier, 1891 [lire en ligne (page consultée le 15 octobre 2023)]
- Aristote, Politique, trad. de Barthélemy Saint-Hilaire, 1874 [lire en ligne (page consultée le 15 octobre 2023)]
- Démosthène, Ctésippos contre Leptine, trad. Rodolphe Dareste, 1879 [lire en ligne (page consultée le 15 octobre 2023)]
- Démosthène, Euthyclès contre Aristocrate, trad. Rodolphe Dareste, 1879 [lire en ligne (page consultée le 15 octobre 2023)]
- Plutarque, « Vie de Solon », dans Vies parallèles, trad. Alexis Pierron, 1853 [lire en ligne (page consultée le 15 octobre 2023)]

#### Études
- (en) Chris Carey, « In search of Dakron », The Cambridge Classical Journal, vol. 59,‎ 2013, p. 29-51 (lire en ligne , consulté le 7 février 2022)
- (en) Michael Gagarin, Dracon and Early Athenian Homicide Law, Londres-Yale, Yale University Press, 1981, 175 p. (ISBN 978-0-300-02627-6)
- Mogens Herman Hansen (trad. de l'angl. par Serge Bardet), La Démocratie athénienne à l'époque de Démosthène. Structure, principes et idéologie, Paris, Belles Lettres, 1993 [1991], 496 p. (ISBN 978-2-251-38024-7)
- François Lefèvre, Histoire du monde grec antique, Paris, Le Livre de Poche, coll. « Références », 2007, 632 p. (ISBN 978-2-253-11373-7)
- (de) Eberhard Ruschenbusch, « ΦΟΝΟΣ: Zum Recht Drakons und seiner Bedeutung für das Werden des athenischen Staates », Historia: Zeitschrift für Alte Geschichte, vol. 9, no 2,‎ 1960, p. 129-154 (lire en ligne )
- (en) Alfred C. Schlesinger, « Draco in the Hearts of His Countrymen », Classical Philology, vol. 19, no 4,‎ 1924, p. 370-373 (lire en ligne)
- (en) Andrew Szegedy-Maszak, « Legends of the Greeks Lawgivers », Greek Roman and Byzantine Studies, vol. 19, no 3,‎ 1978, p. 199-209 (lire en ligne)